# Veglie
Veglie (Eie in dialetto salentino) è un comune italiano di 13 079 abitanti della provincia di Lecce in Puglia.
Centro attivo nei settori dell'industria enologica e olearia, sorge nella parte nord-occidentale della provincia leccese, a 20 km dal capoluogo, e comprende la frazione (abbandonata) di Monteruga.

## Geografia fisica

### Territorio

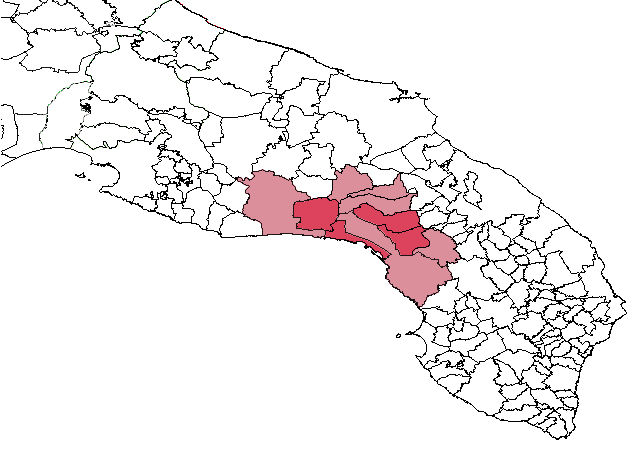
Terra d'Arneo

Il territorio comunale, situato nella parte nord-occidentale della pianura salentina a circa 10 km dalla costa ionica, si estende su una superficie di 61,35 km². Confina a nord con i comuni di Salice Salentino e Campi Salentina, a est con i comuni di Novoli e Carmiano, a sud con il comune di Leverano, a ovest con il comune di Nardò.
Possiede un profilo orografico pressoché uniforme, avendo un'altitudine compresa tra i 36 e i 98 m s.l.m., con la casa comunale a 47 m s.l.m.. Fa parte della Terra d'Arneo, il lembo della penisola salentina compreso nel versante ionico fra San Pietro in Bevagna e Torre dell'Inserraglio.

### Clima
Dal punto di vista meteorologico Veglie rientra nel territorio del Salento occidentale che presenta un clima mediterraneo, con inverni miti ed estati caldo umide. In base alle medie di riferimento, la temperatura media del mese più freddo, gennaio, si attesta attorno ai +12.5 °C, mentre quella del mese più caldo, agosto, si aggira sui +26 °C. Le precipitazioni, frequenti in autunno ed in inverno, si attestano attorno ai 626 mm di pioggia/anno. La primavera e l'estate sono caratterizzate da lunghi periodi di siccità.
Facendo riferimento alla ventosità, i comuni del Salento orientale sono influenzati fortemente dal vento attraverso correnti fredde di origine balcanica, oppure calde di origine africana.
| Veglie                     | Mesi | Mesi | Mesi | Mesi | Mesi | Mesi | Mesi | Mesi | Mesi | Mesi | Mesi | Mesi | Stagioni | Stagioni | Stagioni | Stagioni | Anno |
| Veglie                     | Gen  | Feb  | Mar  | Apr  | Mag  | Giu  | Lug  | Ago  | Set  | Ott  | Nov  | Dic  | Inv      | Pri      | Est      | Aut      | Anno |
| -------------------------- | ---- | ---- | ---- | ---- | ---- | ---- | ---- | ---- | ---- | ---- | ---- | ---- | -------- | -------- | -------- | -------- | ---- |
| T. max. media (°C)         | 13,6 | 14,9 | 17,6 | 22,7 | 30,5 | 32,3 | 33,8 | 34,0 | 34,0 | 29,6 | 22,7 | 16,0 | 14,8     | 23,6     | 33,4     | 28,8     | 25,1 |
| T. min. media (°C)         | 11,4 | 11,9 | 12,0 | 13,8 | 14,9 | 17,8 | 17,9 | 18,0 | 17,8 | 16,8 | 14,3 | 7,9  | 10,4     | 13,6     | 17,9     | 16,3     | 14,5 |
| Precipitazioni (mm)        | 71   | 60   | 65   | 40   | 33   | 20   | 16   | 22   | 49   | 80   | 97   | 74   | 205      | 138      | 58       | 226      | 627  |
| Umidità relativa media (%) | 78,7 | 78,2 | 77,8 | 77,3 | 76,2 | 72,9 | 70,9 | 72,4 | 76,5 | 79,2 | 80,5 | 80,3 | 79,1     | 77,1     | 72,1     | 78,7     | 76,7 |

## Origini del nome
Il toponimo deriverebbe da Elos, forma greco-bizantina per indicare la palude. L'origine del nome si può ricondurre anche a Velio o Velia, nome comune dell'onomastica romana. Francesco Ribezzo avanzò invece l'ipotesi che il nome si riferisca ad una radice premessapica "vel" di origine mediterranea (e quindi ausonia o sicula) che significa "altura"; infatti, il nucleo storico di Veglie sorge su una leggera altura.

## Storia
La fondazione di Veglie si fa risalire intorno al X secolo. Tuttavia i diversi reperti archeologici, come la tomba del IV-III secolo a.C. il cui corredo funerario è esposto presso il Museo archeologico provinciale Sigismondo Castromediano di Lecce, testimoniano la frequentazione del territorio già in epoca messapica. È probabile che nel X secolo ci sia stata una rifondazione ad opera dell'imperatore bizantino Niceforo II Foca, dopo le distruzioni saracene e che Veglie sia stata ripopolata da una piccola colonia di greci, la cui presenza è documentata fino al XIV secolo.
Nel 1190, Tancredi d'Altavilla appena eletto re di Sicilia e di Puglia assegnò il feudo di Veglie a Copertino sotto Spinello delli Falconi. Ai Normanni subentrarono gli Svevi all'inizio del XIII secolo.
Nel 1265 il regno passò agli Angioini e nel 1266 Carlo d'Angiò fondò la contea di Copertino, comprendente anche le terre di Veglie, Leverano e Galatone, che donò nel 1268 a Gualtieri di Brienne. La contea rimase ai Brienne fino alla morte di Gualtieri VI e nel 1356 passò ai d'Enghien, loro eredi. Con il matrimonio fra Maria d'Enghien, contessa di Lecce e di Copertino, e Raimondello del Balzo Orsini, la contea fu inserita nel principato di Taranto. Nel 1419, giunse per via matrimoniale al cavaliere francese Tristano di Chiaromonte, che aveva sposato Caterina del Balzo Orsini. A lui si deve un primo tentativo di fortificare con mura la Terra Veliarum.
Nel 1460, con la morte di Tristano di Chiaromonte, la contea passò alle dipendenze del re di Napoli Ferdinando I il quale, riconoscente per l'aiuto avuto nella lotta contro gli Angioini, la donò a Bernardo Castriota. Nel 1468 fu infeudata a Pirro del Balzo, al quale, dopo aver preso parte alla congiura dei baroni, furono confiscate tutte le sue proprietà. Veglie, con bolla di Federico d'Aragona del 1487 passò alle dipendenze dirette della corona.
Nel 1498 la contea di Copertino, e quindi anche Veglie, fu concessa ai Castriota Granai e con Alfonso fu ristrutturata la cinta muraria e ricostruita la porta principale, che fu chiamata per questo Porta Nuova. L'opera di fortificazione fu eseguita dall'architetto militare Evangelista Menga. Nel 1549 ritornò alle dipendenze della corona, allora governata da Carlo V, e nel 1557 fu acquistata dagli Squarciafico, una famiglia di commercianti genovesi. Nei secoli successivi, per diritto ereditario, Veglie e tutta la contea di Copertino, passò ai Pinelli, ai Pignatelli e ai Granito di Belmonte che furono padroni e signori fino all'eversione della feudalità nel 1806.

### Simboli
Lo stemma è stato concesso con regio decreto del 27 maggio 1929.
La bombarda nello stemma fu scelta nel XVII dai feudatari locali come simbolo di fortezza; a questa furono aggiunte nella seconda metà del 1800 le tre palle di cannone che si vedono oggi. In passato era presente in capo una stella che però non è stata riportata nel decreto di concessione. Fino al 1943 lo scudo era sormontato dalla corona di marchese che si riferiva a Stefano Squarciafico, feudatario di Veglie, insignito il 29 giugno 1562 dal re di Spagna Filippo III del titolo di marchese di Galatone.
Il gonfalone è un drappo di azzurro.

## Monumenti e luoghi d'interesse

### Architetture religiose

#### Chiesa madre di San Giovanni Battista e Santa Irene
La fondazione della chiesa madre, dedicata a san Giovanni Battista e santa Irene, risale all'XI secolo. Fu ricostruita nel 1565 e portata a compimento nel XVIII secolo. La facciata è arricchita da un rosone e dal portale rinascimentale attribuibile alla scuola di Gabriele Riccardi. Il portale è sormontato da una lunetta in cui è contenuto un pregevole gruppo scultoreo raffigurante la Madonna col Bambino, tra i santi Pietro e Paolo, che porge un libro. L'interno, a croce latina e a navata unica, fu rimaneggiato in epoca barocca e compromesso dai lavori eseguiti nel XX secolo. Nella navata si aprono tre brevi cappelle per lato con altari. Particolare importanza riveste l'altare barocco del Santissimo Sacramento, nel braccio sinistro del transetto. Fu collocato in questa chiesa nella seconda metà del XIX secolo, proveniente da un'altra chiesa salentina. Escludendo il coronamento, tutto il rimanente corpo scultoreo dell'altare è attribuito a Giuseppe Zimbalo o alla sua scuola. Troneggia un Crocefisso ligneo del XV secolo, con l'Addolorata e san Giovanni Evangelista in pietra policroma. Tra le numerose opere, degni di nota sono i cinquecenteschi affreschi di Sant'Antonio Abate e Sant'Antonio da Padova, e le tele l'Immacolata di Didaco Bianco del 1762, la Natività di Maria e l'Annunciazione di Oronzo Tiso.

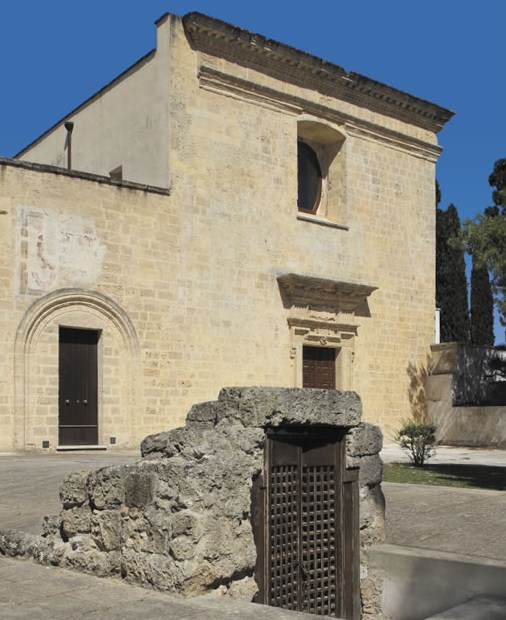
Chiesa della Favana e ingresso alla cripta

#### Cripta della Madonna della Favana

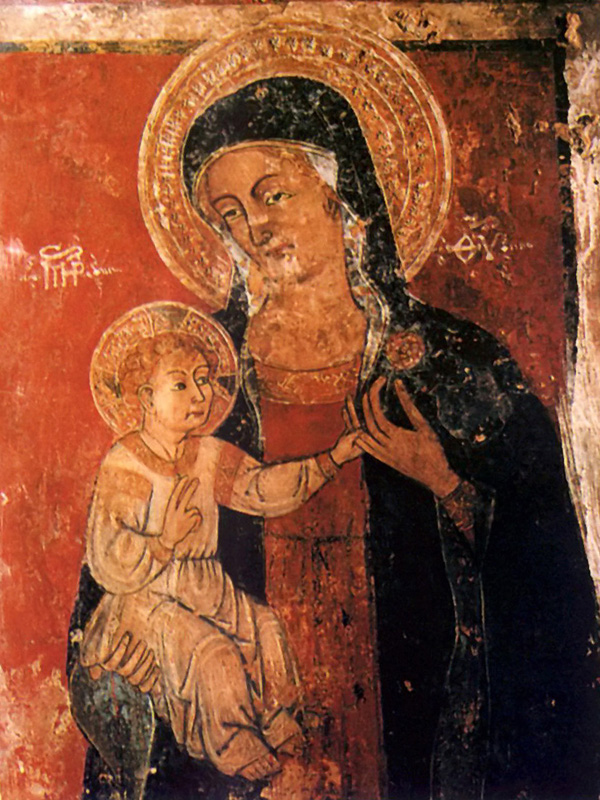
Affresco Madonna della Favana

La cripta della Madonna della Favana risale al IX-XI secolo. La denominazione è legata alla malattia del favismo; originariamente il complesso cultuale era dedicato a Santa Maria di Veglie la cui immagine affrescata di stile bizantino era venerata dai fedeli contro il grave male del favismo. Alla cripta, scavata in un banco calcarenitico, si accede per mezzo di un dromos in cui è stata ricavata una scala di tredici gradini. Presenta una pianta a navata unica monoabsidata e orientata a est, secondo lo schema liturgico greco. Entrando, a sinistra, c'è il pastophorion (vano di servizio per la liturgia). Il pavimento è in terra battuta. Le pareti sono ricoperte da un vasto ciclo pittorico databile al XV secolo, raffigurante una Madonna col Bambino, una Madonna allattante e diversi santi (san Michele Arcangelo, santo Stefano, sant'Andrea apostolo, sant'Antonio abate, SS. Trinità, san Francesco d'Assisi, san Pietro e san Paolo). La presenza di santi appartenenti ai culti orientale e occidentale, oltre alle scritte in greco e in latino, esprime l'intreccio culturale che ha contraddistinto questo insediamento rupestre. Il soffitto piano reca un'immagine del Cristo Pantocratore attorniato da quattro angeli e dai simboli dei quattro evangelisti. La struttura ipogea fu custodita per alcuni secoli dai Frati Minori Conventuali del vicino convento.

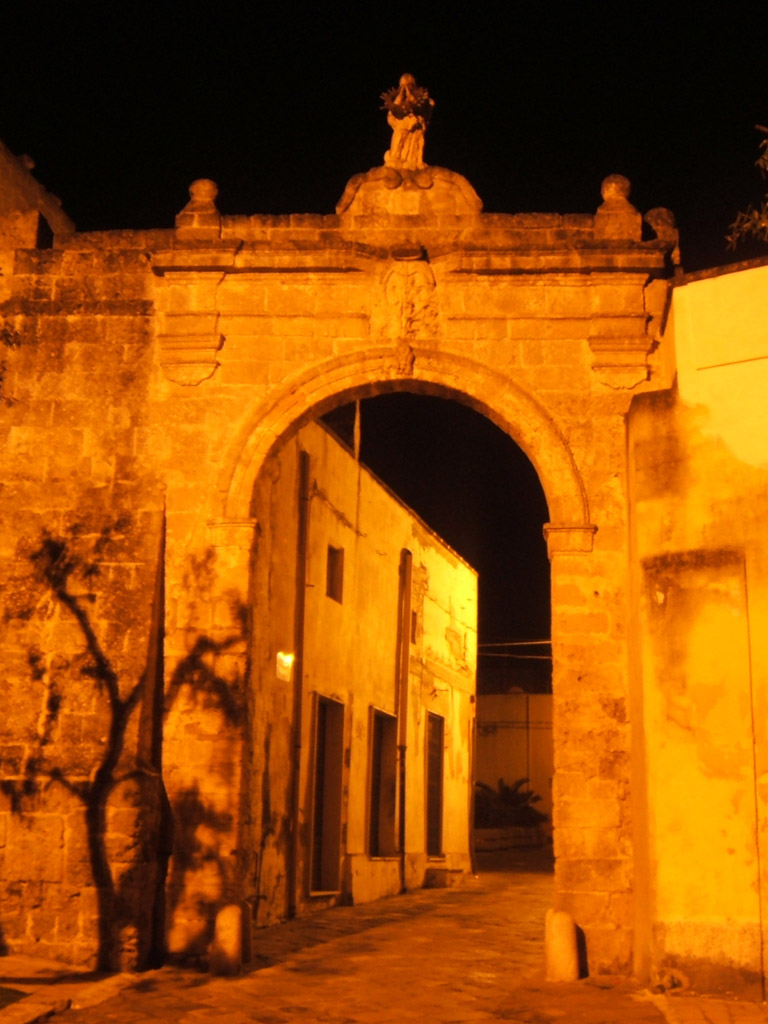
Porta Nuova

### Architetture militari

#### Porta Nuova
Porta Nuova o di Tramontana fu ristrutturata nella seconda metà del XVIII secolo dai feudatari Pinelli-Pignatelli, il cui stemma partito è incastonato sulla sommità dell'arco. La porta fu edificata originariamente da Tristano di Chiaromonte nel 1430, insieme al primo sistema difensivo di Veglie, e fu ricostruita nel 1540 da Evangelista Menga per volere di Alfonso Castriota. Nel 1904, in occasione del 50º anniversario del dogma dell'Immacolata fu collocata in cima una statua in pietra della Vergine risalente al XVII secolo. Sul lato destro della Porta rimane ancora un breve tratto delle antiche mura sul quale insiste una abitazione più recente presumibilmente edificata al posto della torre di guardia.

### Architetture civili

#### Masserie
- Masseria Bortoni
- Masseria Cantalupi
- Masseria Capuesi
- Masseria Casa Porcara
- Masseria Cerfeta
- Masseria Cortipiccini
- Masseria Duchessa
- Masseria Frassaniti
- Masseria Gavotti o Cavoti
- Masseria La Casa
- Masseria La Donna
- Masseria La Fica
- Masseria La Pigna

- Masseria Fortificata Lupomonaco
- Masseria Marchioni
- Masseria Monteruga
- Masseria Nova
- Masseria Panareo
- Masseria Petiti
- Masseria Petti
- Masseria Rizzi
- Masseria Santa Venia
- Masseria Simoni
- Masseria Troali
- Masseria Vocettina o Bucitina

## Società

### Evoluzione demografica
Abitanti censiti

### Etnie e minoranze straniere
Al 31 dicembre 2017 a Veglie risultano residenti 310 cittadini stranieri. Le nazionalità principali sono:

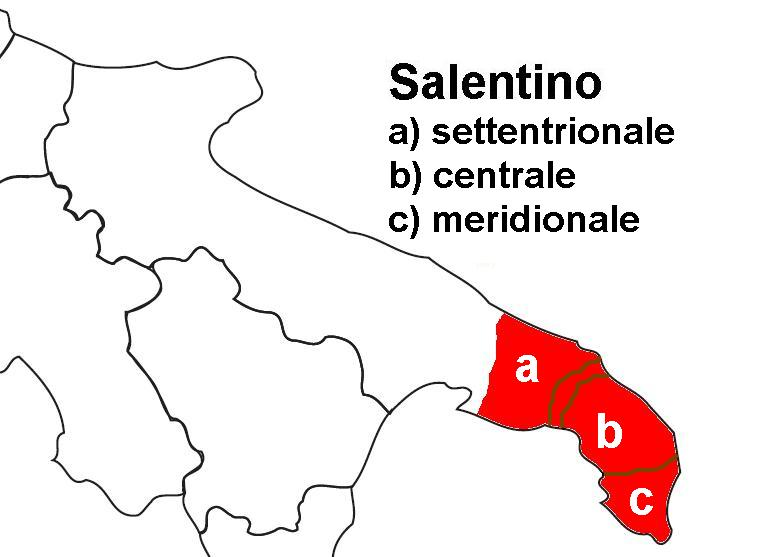
Diffusione del dialetto salentino

- Marocco - 86
- Romania - 74
- Polonia - 24

### Lingue e dialetti
Il dialetto parlato a Veglie è il dialetto salentino nella sua variante centrale (o leccese). Si tratta comunque di un dialetto del gruppo meridionale estremo, carico di influenze riconducibili alle dominazioni e ai popoli stabilitisi in questi territori nei secoli: messapi, greci, romani, bizantini, longobardi, normanni, albanesi, francesi, spagnoli.

## Cultura

### Eventi
- "Jazz in Veglie" rassegna di musica jazz, ultima settimana di giugno
- Estate Vegliese nei mesi di giugno, luglio, agosto e settembre

Feste e Fiere:
- festa e fiera di San Francesco da Paola nella prima domenica di giugno (edizione n° 192 nel 2025)
- festa e fiera della Madonna dell'Iconella (Matonna ti la cuneddhra) l'8 settembre
- festa della Madonna dei greci (Pasquetta di Veglie) la domenica successiva alla domenica di Pasqua
- festa e fiera dei santi Cosma e Damiano a ottobre
- festa patronale di san Giovanni Battista dal 23 al 25 giugno
- festa e tradizionale Focara di sant'Antonio abate l'ultima settimana di gennaio
- festa della Beata Vergine Maria del Rosario e di San Rocco il 7 ottobre

## Economia
L'economia di Veglie è prevalentemente agricola. Il territorio è caratterizzato da estesi oliveti e vitigni che determinano tutt'oggi la centralità di olivicoltura e viticoltura. una qualche importanza riveste anche l'artigianato e la piccola industria, che conta gelaterie e aziende tessili e meccaniche.

## Infrastrutture e trasporti

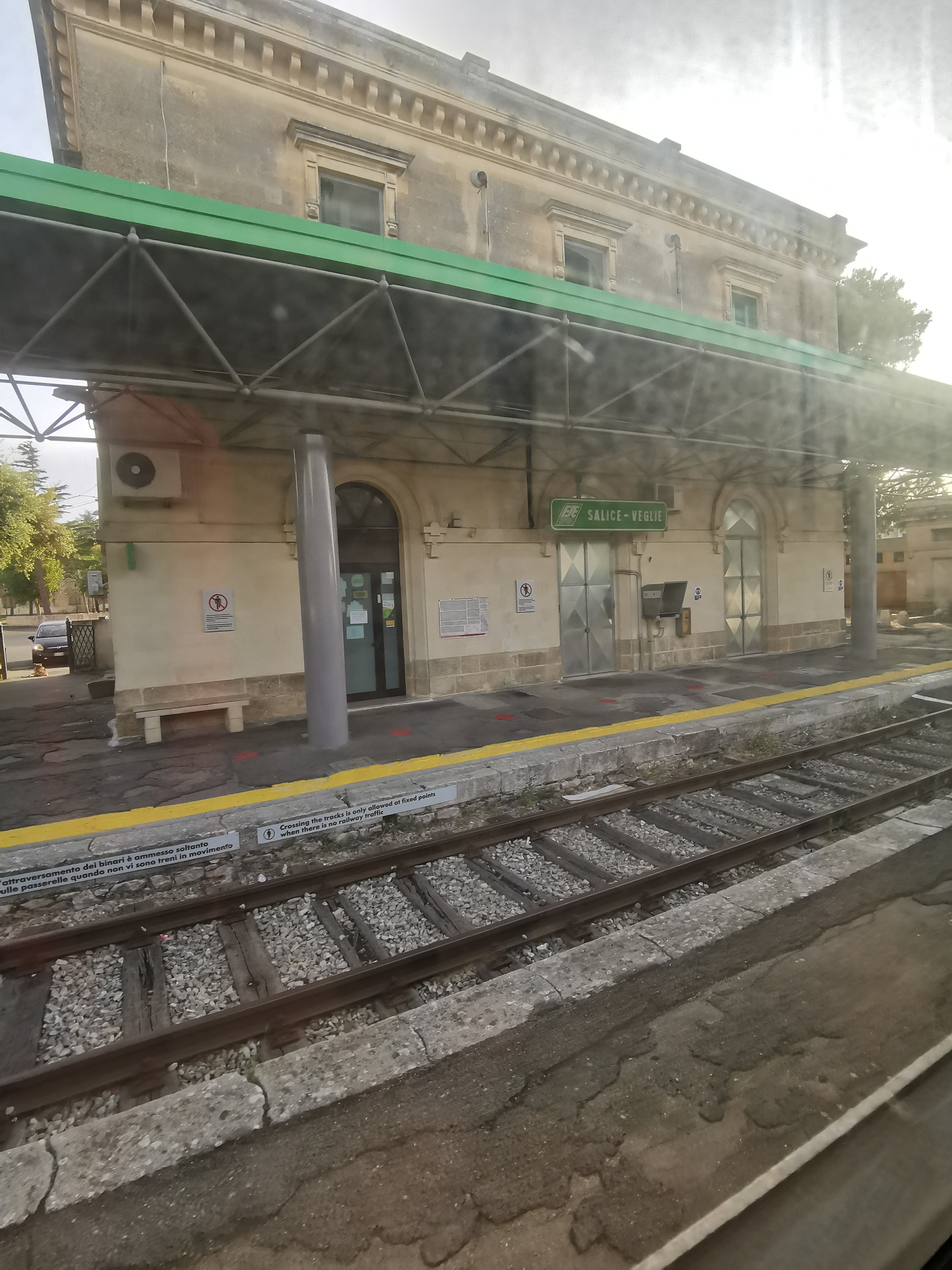
Stazione ferroviaria di Salice-Veglie, situata a Salice Salentino

I collegamenti stradali principali sono rappresentati dalle strade provinciali: SP 14 per Carmiano, SP 15 per Novoli e Trepuzzi, SP 17 che collega Veglie da un lato a Salice Salentino e dall'altro a Leverano, Copertino, Nardò e Gallipoli. Le altre strade provinciali che interessano il territorio vegliese sono la SP 110 per Torre Lapillo, la SP 111 per Monteruga e San Pancrazio Salentino, la SP 113 per Porto Cesareo e la SP 353 per Albaro.

## Amministrazione

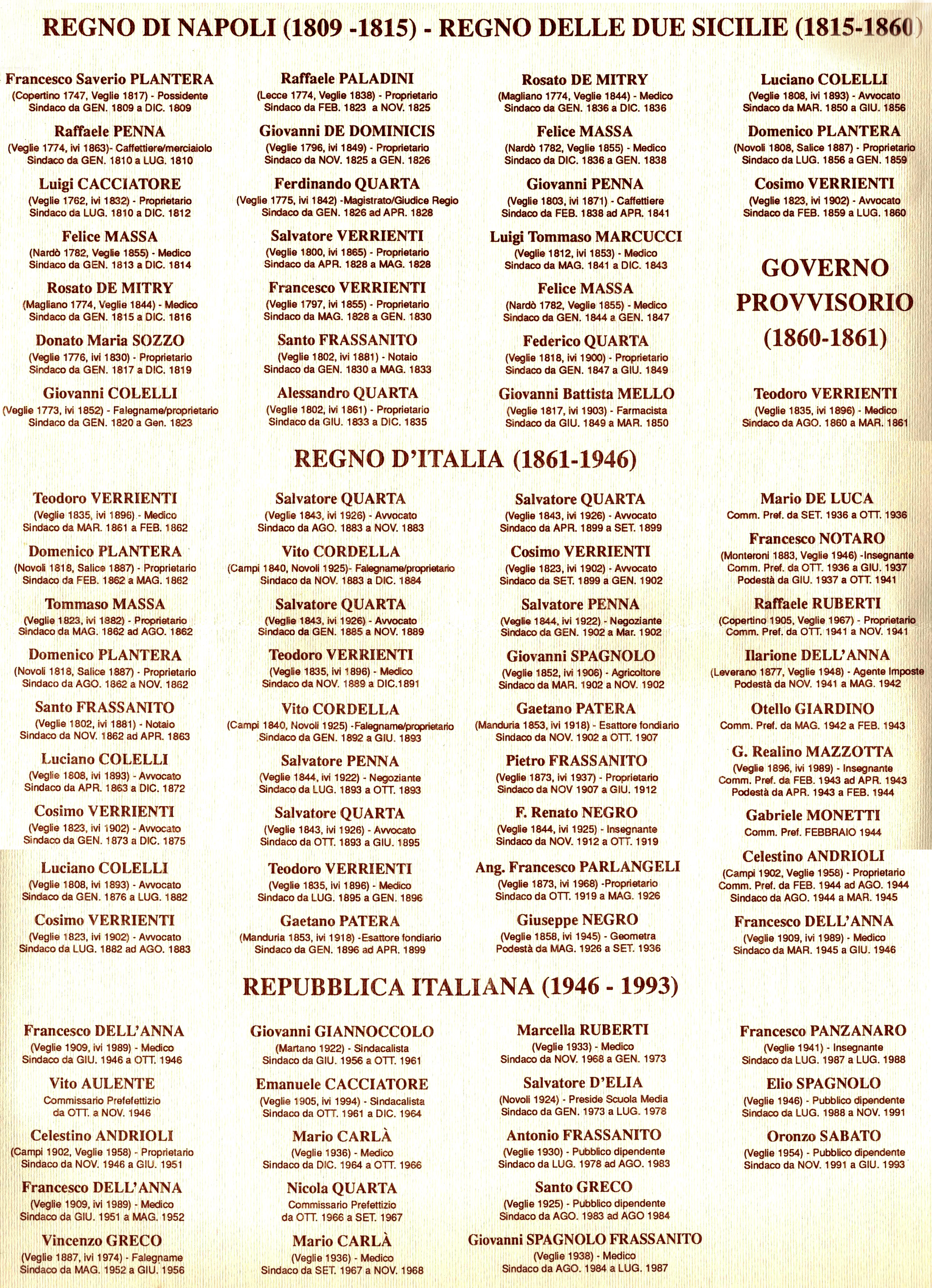
File:Albo dei sindaci, podestà e commissari prefettizi dal 1809 a veglie

Di seguito è presentata una tabella relativa alle amministrazioni che si sono succedute in questo comune.
| Periodo           | Periodo           | Primo cittadino            | Partito              | Carica              | Note   |
| ----------------- | ----------------- | -------------------------- | -------------------- | ------------------- | ------ |
| 30 luglio 1988    | 12 settembre 1991 | Elio Spagnolo              | Democrazia Cristiana | Sindaco             | [ 17 ] |
| 8 novembre 1991   | 7 giugno 1993     | Oronzo Sabato              | Democrazia Cristiana | Sindaco             | [ 17 ] |
| 7 giugno 1993     | 28 aprile 1997    | Antonio Greco              | -                    | Sindaco             | [ 17 ] |
| 28 aprile 1997    | 22 novembre 1999  | Antonio Greco              | centro-sinistra      | Sindaco             | [ 17 ] |
| 22 novembre 1999  | 21 dicembre 1999  | Vincenzo Calignano         |                      | Comm. pref.         | [ 17 ] |
| 17 aprile 2000    | 24 novembre 2004  | Roberto Carlà              | centro-destra        | Sindaco             | [ 17 ] |
| 24 novembre 2004  | 5 aprile 2005     | Nicola Prete               |                      | Comm. straordinario | [ 17 ] |
| 5 aprile 2005     | 30 marzo 2010     | Fernando Fai               | lista civica         | Sindaco             | [ 17 ] |
| 30 marzo 2010     | 6 maggio 2014     | Alessandro Aprile          | lista civica         | Sindaco             | [ 17 ] |
| 9 giugno 2014     | 1º giugno 2015    | Matilde Pirrera            |                      | Comm. straordinario | [ 17 ] |
| 1º giugno 2015    | 3 giugno 2020     | Claudio Paladini           | lista civica         | Sindaco             | [ 17 ] |
| 4 giugno 2020     | 22 settembre 2020 | Paola Mauro                |                      | Comm. pref.         |        |
| 22 settembre 2020 | gennaio 2023      | Claudio Paladini           | Lista Civica         | Sindaco             |        |
| gennaio 2023      | 15 maggio 2023    | Guendalina Federico        |                      | Comm. Pref.         |        |
| 15 maggio 2023    | in carica         | Mariarosaria De Bartolomeo | Lista civica         | Sindaco             |        |

## Sport

### Calcio
La principale squadra di calcio della città è l'A.S. Veglie che milita in Promozione. È una delle più antiche società calcistiche della provincia, essendo stata fondata nel 1948, sebbene appena due anni dopo interruppe l'attività federale stante l'assenza di un adeguato campo di gioco. Solo con la costruzione del campo sportivo comunale "S.Ten. Flavio Minetola" nel 1959 si posero le basi per la rifondazione della società, che avvenne l'anno successivo. Da allora, l'A.S Veglie ha militato nei campionati dilettantistici pugliesi.
L'Alaska Gelati Veglie, squadra calcistica femminile fondata nel 1970, si aggiudicò tre scudetti (1981, 1982 e 1983) e due coppe Italia (1981, 1982). Nel 1984 anno si sciolse per la fusione con il Trani 80.